# 8697 Olofsson
A 8697 Olofsson (ideiglenes jelöléssel 1993 FT23) a Naprendszer kisbolygóövében található aszteroida. Az UESAC program keretében fedezték fel 1993. március 21-én.